# Sandy Marton
Sandy Marton, anche noto come M-Basic, pseudonimo di Aleksandar Marton (Zagabria, 4 ottobre 1959), è un cantante e imprenditore croato.
Prodotto da Claudio Cecchetto, ebbe un breve periodo di grande popolarità negli anni ottanta in Italia ed in altri paesi europei, come interprete del genere italo-disco, con la hit People from Ibiza e altri singoli di minor successo.

## Biografia

### Primi anni
Aleksandar Marton è nato dalla relazione della madre con il presidente dell'azienda produttrice di carne jugoslava, già sposato, che, accusato di essere una spia capitalista e di aver istigato una rivolta a Zagabria, decide di scappare. Venne cresciuto soprattutto dalla nonna materna e mandato a studiare nel Regno Unito, ove imparò a suonare il pianoforte, studiò solfeggio e apprese la lingua locale. A 15 anni incontrò per la prima volta suo padre, decidendo di non vederlo mai più. A 16 anni proseguì gli studi musicali negli USA, facendo ritorno a Zagabria a 18, dove viene arrestato e imprigionato per renitenza alla leva. Venne così arruolato, prestando servizio nella banda militare. A inizio anni ottanta si trasferì a Milano per studiare design della moda all'Istituto Marangoni. Avendo sentito parlare di Ibiza da un pizzaiolo, decise di trascorrervi una vacanza. Affezionatosi al luogo, decise però di rimanervi per sei mesi dopo aver venduto il suo orologio di Cartier e con 400 mila lire per potersi mantenere.

### Anni ottanta e novanta
Nel 1982 alcuni amici lo condussero ad Avellino a una festa privata dell'onorevole Ciriaco De Mita per il compleanno di una delle sue figlie; qui il talent scout Claudio Cecchetto, ingaggiato come disc jockey della festa, fu colpito dall'aspetto avvenente di Marton e lo presentò al pubblico. Intuendone le potenzialità commerciali come idolo degli adolescenti, Cecchetto lo mise sotto contratto e lo fece esordire l'anno successivo, con lo pseudonimo Mister Basic (M-Basic), con il singolo OK Run. Il brano verrà utilizzato come jingle nella pubblicità della console Philips Videopac.
Nel 1984, con lo pseudonimo definitivo Sandy Marton, Cecchetto lo lanciò ufficialmente sul mercato discografico con il singolo dance in inglese People from Ibiza  (ITA #1), composto dallo stesso Marton ispirandosi a un arrangiamento di Ryūichi Sakamoto per la colonna sonora del film diretto da Nagisa Ōshima, Furyo (Merry Christmas Mr. Lawrence, 1983). A renderlo un idolo giovanile, specie tra le ragazze, contribuì in particolar modo il suo look (capelli biondi e lunghi, tastiera elettronica a tracolla, giacca larga).  Il brano ebbe grande diffusione nelle discoteche e scalò le classifiche italiane fino a raggiungere la prima posizione, diventando uno dei tormentoni dell'estate 1984.
L'anno successivo pubblicò Camel by Camel (ITA #5) e Erotic & Exotic (ITA #11), entrati anch'essi in classifica e spesso trasmessi nelle discoteche; la produzione di Cecchetto lo piazzò fra gli ospiti più assidui del Festivalbar di Vittorio Salvetti, trasmesso in televisione da Canale 5. Nel 1985 uscì il suo primo album, Modern Lover (ITA #10), promosso dal singolo omonimo, che raggiunse il settimo posto nelle classifiche italiane. Visto il successo del cantante, Cecchetto fondò la casa di produzione Marton Corporation e l'etichetta discografica Ibiza Records. Tuttavia, successivamente Cecchetto preferisce concentrare i suoi sforzi produttivi e promozionali su Jovanotti, accantonando gli artisti precedentemente lanciati, e la carriera di Marton subisce un rallentamento.
Negli anni seguenti, Marton pubblicò comunque un'altra manciata di singoli, sebbene di minor successo, quali, ad esempio, Love Synchronicity del 1987 e La Paloma Blanca (ITA #4) del 1989.
Marton decise di abbandonare la musica alla fine del decennio perché stanco delle regole dello spettacolo e della gestione professionale della sua carriera da parte dei produttori. Trasferitosi in Spagna, aprì una grande discoteca a Madrid. Ciononostante non cesserà di comparire a trasmissioni ed eventi in tutta Europa, nelle quali viene chiamato a cantare i suoi brani più celebri.
Ritiratosi a vita privata nell'isola di Ibiza, a cui deve la sua popolarità, tentò un occasionale ritorno sulle scene nel 1996 con il secondo e ultimo album Erase una Vez, senza ottenere però grandi riscontri.
Nel 1998 partecipò in qualità di inviato alla trasmissione di Italia 1 Meteore, condotta da Gene Gnocchi e Giorgio Mastrota, e realizzò un piccolo scoop riuscendo a intervistare Bettino Craxi durante la sua latitanza a Hammamet, in Tunisia. Fra le altre interviste realizzate per lo stesso programma, si ricorda quella alla ex collega di scuderia Tracy Spencer, scovata a Londra.

### Nuovo millennio
Nel 2001 prese parte alla trasmissione La notte vola, gara musicale tra i brani più famosi degli anni ottanta, nella quale presentò il suo successo People from Ibiza. Nel 2005 partecipa alla terza edizione del reality show televisivo di Rai 2 L'isola dei famosi, partita il 21 settembre, ma si ritira il 17 ottobre per problemi di salute, nonostante non ci fossero ragioni cliniche per giustificare l'abbandono, venendo sostituito da Maurizio Ferrini. Nelle successive edizioni del programma sarà spesso presente in studio come opinionista.
Nell'estate del 2008, insieme ad altri cantanti degli anni ottanta come Den Harrow e Alberto Camerini, aderì al progetto di Radiostella Hit 80 - I protagonisti. Nello stesso periodo divenne ospite fisso del programma Estate 101, in onda su R101, condotto da Alberto Davoli. Nel 2010 fu ospite del Venice Doc Festival di Venezia.
Il 25 settembre 2021 tornò in televisione come ospite del programma Arena Suzuki, condotto da Amadeus su Rai 1, dove cantò People from Ibiza. Fu ospite del programma di fine anno di Rai 1 L'anno che Verrà sia nel 2022 sia nel 2024, cantando nuovamente People from Ibiza.

## Vita privata
Si conosce molto poco della sua vita personale. Molto riservato, non si è mai sposato e non ha figli. Ha dichiarato di aver avuto un flirt con Alba Parietti  e successivamente due lunghe relazioni, durate quattro e nove anni. Ha infine scelto di rimanere single.
Vive prevalentemente nell'isola di Ibiza, in una casa vicina alle saline di Formentera.
In un'intervista ha ammesso di aver fatto uso di stupefacenti durante il periodo di maggior successo, "tutte quelle che c'erano, tranne l'eroina".

## Discografia

### Album
- 1986 - Modern Lover
- 1996 - Erase Una Vez

### Raccolte
- 1999 - People from Ibiza - Greatest Hits
- 2000 - Il meglio
- 2001 - The Best
- 2005 - People from Ibiza - The Very Best Of (Deluxe Edition)

### Singoli
- 1983 - Ok. Run (come M-Basic)
- 1984 - People from Ibiza
- 1985 - Camel by Camel
- 1985 - Exotic and Erotic
- 1986 - Modern Lovers
- 1986 - White Storm in the Jungle
- 1986 - Merry Christmas and a Happy New Year
- 1987 - Love Synchronicity
- 1989 - La paloma blanca
- 1996 - Erase una vez
- 2006 - Caminando por la calle (con Al Bano)
- 2007 - I ragazzi italiani
- 2008 - Sound of Ibiza (con The Bootstraps)

## Filmografia
- C'est encore mieux l'après-midi – serie TV, 1 episodio (1986)

## Programmi televisivi
- Meteore - Alla ricerca delle stelle perdute (Italia 1, 1999) – inviato
- La notte vola (Canale 5, 2001) – concorrente
- L'isola dei famosi (Rai 2, 2005) – concorrente
- L'anno che verrà (Rai 1, 2022 e 2024) - ospite